# Vencedores do Festival RTP da Canção
Esta lista incluí apenas os vencedores do Festival RTP da Canção.

## Vencedores
| Ano  | Canção                                  | Artista(s)         | Pontos            | Margem            | Segundo lugar                        | Segundo lugar              | Prémio de Interpretação                  | Prémio de Interpretação | Data                    | Local/Cidade anfitriã                             |
| Ano  | Canção                                  | Artista(s)         | Pontos            | Margem            | Canção                               | Artista(s)                 | Canção                                   | Artista(s)              | Data                    | Local/Cidade anfitriã                             |
| ---- | --------------------------------------- | ------------------ | ----------------- | ----------------- | ------------------------------------ | -------------------------- | ---------------------------------------- | ----------------------- | ----------------------- | ------------------------------------------------- |
| 1964 | "Oração (canção de António Calvário)"   | António Calvário   | 79                | 23                | "Lindo par"                          | Guilherme Kjölner          | Sem prémio                               | Sem prémio              | 2 de Fevereiro de 1964  | Estúdios do Lumiar da RTP, Lisboa                 |
| 1965 | "Sol de Inverno"                        | Simone de Oliveira | 91                | 26                | "Amor"                               | Artur Garcia               | Sem prémio                               | Sem prémio              | 6 de Fevereiro de 1965  | Estúdios do Lumiar da RTP, Lisboa                 |
| 1966 | "Ele e Ela (canção)"                    | Madalena Iglesias  | 81                | 29                | "Eu nunca direi adeus"               | Sérgio Borges              | Sem prémio                               | Sem prémio              | 15 de Janeiro de 1966   | Estúdios do Lumiar da RTP, Lisboa                 |
| 1967 | "O Vento Mudou"                         | Eduardo Nascimento | 120               | 42                | "Livro sem fim"                      | Duo Ouro Negro             | Sem prémio                               | Sem prémio              | 25 de Fevereiro de 1967 | Estúdios do Lumiar da RTP, Lisboa                 |
| 1968 | "Verão"                                 | Carlos Mendes      | 61                | 2                 | "Fui ter com a madrugada"            | Tonicha                    | Sem prémio                               | Sem prémio              | 4 de Março de 1968      | Estúdios do Lumiar da RTP, Lisboa                 |
| 1969 | "Desfolhada Portuguesa"                 | Simone de Oliveira | 94                | 45                | "Tenho Amor Para Amar"               | Duo Ouro Negro             | Sem prémio                               | Sem prémio              | 24 de Fevereiro de 1969 | Teatro São Luiz, Lisboa                           |
| 1970 | "Onde Vais Rio Que Eu Canto"            | Sérgio Borges      | 84                | 11                | "Canção de Madrugar"                 | Hugo Maia Loureiro         | Sem prémio                               | Sem prémio              | 22 de Maio de 1970      | Cinema Monumental, Lisboa                         |
| 1971 | "Menina do Alto da Serra"               | Tonicha            | 103               | 34                | "Flor sem tempo"                     | Paulo de Carvalho          | Sem prémio                               | Sem prémio              | 11 de Fevereiro de 1971 | Cinema Tivoli, Lisboa                             |
| 1972 | "A Festa da Vida"                       | Carlos Mendes      | 227               | 150               | "Vamos cantar de pé"                 | Paco Bandeira              | "Cidade alheia"                          | Duarte Mendes           | 21 de Fevereiro de 1972 | Teatro S. Luiz, Lisboa                            |
| 1973 | "Tourada"                               | Fernando Tordo     | 115               | 4                 | "É por isso que eu vivo"             | Paco Bandeira              | "Apenas o meu povo"                      | Simone de Oliveira      | 26 de Fevereiro de 1973 | Teatro Maria Matos, Lisboa                        |
| 1974 | "E Depois do Adeus"                     | Paulo de Carvalho  | 245               | 101               | "No dia em que o rei fez anos"       | Green Windows              | "E Depois do Adeus"                      | Paulo de Carvalho       | 7 de Março de 1974      | Teatro Maria Matos, Lisboa                        |
| 1975 | "Madrugada"                             | Duarte Mendes      | 61                | 2                 | "A boca do lobo"                     | Carlos Cavalheiro          | Não atribuído                            | Não atribuído           | 15 de Fevereiro de 1975 | Teatro Maria Matos, Lisboa                        |
| 1976 | "Uma Flor de Verde Pinho"               | Carlos do Carmo    | 25,25% (votos)    | 1,28% (votos)     | "Novo fado alegre"                   | Carlos do Carmo            | Não atribuído                            | Não atribuído           | 22 de Fevereiro de 1976 | Estúdio 1 da RTP, Lisboa                          |
| 1977 | "Portugal No Coração" (Versão A)        | Os Amigos          | 62844 (votos)     | 6764 (votos)      | "Rita, Rita limão" (Versão A)        | Green Windows              | "Portugal No Coração" (Versão A)         | Os Amigos               | 12 de Fevereiro de 1977 | Estúdio 1 da RTP, Lisboa                          |
| 1978 | "Dai-li-dou"                            | Gemini             | 46                | 4                 | "O meu piano"                        | José Cid                   | Não atribuído                            | Não atribuído           | 18 de Fevereiro de 1978 | Teatro Villaret, Lisboa                           |
| 1979 | "Sobe, Sobe, Balão Sobe"                | Manuela Bravo      | 149               | 17                | "Eu só quero"                        | Gabriela Schaaf            | Não atribuído                            | Não atribuído           | 23 de Fevereiro de 1979 | Cinema Monumental, Lisboa                         |
| 1980 | "Um Grande, Grande Amor"                | José Cid           | 92                | 24                | "Doce"                               | Doce                       | Não atribuído                            | Não atribuído           | 7 de Março de 1980      | Teatro São Luiz, Lisboa                           |
| 1981 | "Playback"                              | Carlos Paião       | 203               | 41                | "Morrer de amor por ti"              | José Cid                   | Não atribuído                            | Não atribuído           | 7 de Março de 1981      | Teatro Maria Matos, Lisboa                        |
| 1982 | "Bem Bom"                               | Doce               | 182               | 6                 | "Trocas e baldrocas"                 | Cândida Branca Flor        | Não atribuído                            | Não atribuído           | 6 de Março de 1982      | Teatro Maria Matos, Lisboa                        |
| 1983 | "Esta Balada Que Te Dou"                | Armando Gama       | 232               | 23                | "A cor do teu baton"                 | Herman José                | Não atribuído                            | Não atribuído           | 5 de Março de 1983      | Coliseu do Porto, Porto                           |
| 1984 | "Silêncio e Tanta Gente"                | Maria Guinot       | 150               | 10                | "Pelo fim da tarde"                  | Samuel                     | "Quero-te, choro-te, odeio-te, adoro-te" | Adelaide Ferreira       | 7 de Março de 1984      | Cinema Europa, Lisboa                             |
| 1985 | "Penso em Ti, Eu Sei"                   | Adelaide Ferreira  | 219               | 37                | "Meu amor, minha dor, meu jardim"    | Eduarda                    | "Penso em Ti, Eu Sei"                    | Adelaide Ferreira       | 7 de Março de 1985      | Coliseu dos Recreios, Lisboa                      |
| 1986 | "Não Sejas Mau para Mim"                | Dora               | Não revelado      | Não revelado      | "Os tigres de Bengala"               | Trabalhadores do Comércio  | "Rapidamente"                            | Lara Li                 | 22 de Março de 1986     | Estúdios da RTP da Madeira, Açores, Porto, Lisboa |
| 1986 | "Não Sejas Mau para Mim"                | Dora               | Não revelado      | Não revelado      | "No vapor da madrugada"              | Rimanço                    | "Rapidamente"                            | Lara Li                 | 22 de Março de 1986     | Estúdios da RTP da Madeira, Açores, Porto, Lisboa |
| 1987 | "Neste Barco à Vela"                    | Duo Nevada         | 116               | 1                 | "Hora a hora, dia a dia"             | Glória                     | "Hora a hora, dia a dia"                 | Glória                  | 7 de Março de 1987      | Casino Park Funchal, Funchal                      |
| 1988 | "Voltarei"                              | Dora               | Não revelado      | Não revelado      | Não revelado                         | Não revelado               | Sem prémio                               | Sem prémio              | 7 de Março de 1988      | Estúdio da RTP, Lisboa                            |
| 1989 | "Conquistador"                          | Da Vinci           | 121               | 34                | "Partir de mim"                      | Marina Mota                | "Conquistador"                           | Da Vinci                | 7 de Março de 1989      | Teatro Garcia de Resende, Évora                   |
| 1990 | "Há Sempre Alguém"                      | Nucha              | 242               | 72                | "Essência da vida"                   | Karamurú                   | "Mais e mais"                            | Toy                     | 10 de Março de 1990     | Casino Estoril, Estoril                           |
| 1991 | "Lusitana Paixão"                       | Dulce Pontes       | 166               | 11                | "Fazer uma canção"                   | Os Blocco                  | "Lusitana Paixão"                        | Dulce Pontes            | 7 de Março de 1991      | Feira Internacional de Lisboa, Lisboa             |
| 1992 | "Amor D'Água Fresca"                    | Dina               | 230               | 60                | "Meu amor inventado em mim"          | Rita Guerra                | "A tua cor café"                         | Cristina Roque          | 7 de Março de 1992      | Teatro São Luiz, Lisboa                           |
| 1993 | "A Cidade (até Ser Dia)"                | Anabela            | 167               | 28                | "O poeta, o pintor e o músico"       | Cid, Bragança e Ca. Lda    | "A Cidade (até Ser Dia)"                 | Anabela                 | 11 de Março de 1993     | Teatro São Luiz, Lisboa                           |
| 1994 | "Chamar A Música"                       | Sara Tavares       | 220               | 84                | "Todos nós alguma vez"               | Pedro Miguéis              | "Chamar A Música"                        | Sara Tavares            | 7 de Março de 1994      | Teatro São Luiz, Lisboa                           |
| 1995 | "Baunilha e chocolate"                  | Tó Cruz            | 158               | 23                | "Tanto amor tanto mar"               | Ana Isabel                 | "Ainda é tempo"                          | Pedro Miguéis           | 7 de Março de 1995      | Cinema Tivoli, Lisboa                             |
| 1996 | "O Meu Coração não Tem Cor"             | Lúcia Moniz        | 95                | 4                 | "Canto em Português"                 | Patrícia Antunes           | "A minha ilha"                           | Bárbara Reis            | 7 de Março de 1996      | Teatro Politeama, Lisboa                          |
| 1997 | "Antes do adeus"                        | Célia Lawson       | 127               | 11                | "Da primeira vez"                    | Sónia Mendes               | "Quando eu te beijo"                     | Raquel Alão             | 7 de Março de 1997      | Coliseu dos Recreios, Lisboa                      |
| 1998 | "Se Eu Te Pudesse Abraçar"              | Alma Lusa          | 50                | 18                | "Só o mar ficou"                     | Teresa Radamanto           | "Saudade que eu sou"                     | Carlos Évora            | 7 de Março de 1998      | Teatro São Luiz, Lisboa                           |
| 1999 | "Como Tudo Começou"                     | Rui Bandeira       | 90                | 18                | "Menina alegria"                     | Sofia Frões                | "Ser o que sou"                          | Célia Oliveira          | 8 de Março de 1999      | Sala Tejo do Pavilhão Atlântico, Lisboa           |
| 2000 | "Sonhos Mágicos"                        | Liana              | 86                | 6                 | "O teu tempo"                        | Paulo Terrão               | "Vai à procura"                          | Secreta Passagem        | 26 de Março de 2000     | Sala Tejo do Pavilhão Atlântico, Lisboa           |
| 2001 | "Só Sei Ser Feliz assim"                | MTM                | 280               | 5                 | "Choro no fado"                      | Patrícia Colaço & Duo Demo | Sem prémio                               | Sem prémio              | 7 de Março de 2001      | Europarque, Santa Maria da Feira                  |
| 2002 | Não se realizou.                        | Não se realizou.   | Não se realizou.  | Não se realizou.  | Não se realizou.                     | Não se realizou.           | Não se realizou.                         | Não se realizou.        | Não se realizou.        | Não se realizou.                                  |
| 2003 | "Deixa-me sonhar (só mais uma vez)"     | Rita Guerra        | 75% (votos)       | 60% (votos)       | "Prazer no pecado"                   | Rita Guerra                | Sem prémio                               | Sem prémio              | 2 de Março de 2003      | Estúdios da Endemol, Venda do Pinheiro            |
| 2004 | "Foi Magia"                             | Sofia Vitória      | 39 072 (votos)    | 7173 (votos)      | "Novo e clássico"                    | Gonçalo Medeiros           | Sem prémio                               | Sem prémio              | 25 de Janeiro de 2004   | Estúdios da Endemol, Mem Martins                  |
| 2005 | "Amar"                                  | 2B                 | Selecção interna. | Selecção interna. | Selecção interna.                    | Selecção interna.          | Sem prémio                               | Sem prémio              | 31 de Março de 2005     | Estúdio da RTP, Lisboa                            |
| 2006 | "Coisas de Nada (Gonna Make You Dance)" | Nonstop            | 22                | 0                 | "Sei quem sou (Portugal)"            | Vânia Oliveira             | Sem prémio                               | Sem prémio              | 10 de Março de 2006     | Centro de Congressos de Lisboa, Lisboa            |
| 2007 | "Dança Comigo (Vem Ser Feliz)"          | Sabrina            | 8874 (votos)      | 4117 (votos)      | "Ai de quem nunca cantou"            | Teresa Radamanto           | Sem prémio                               | Sem prémio              | 10 de Março de 2007     | Sala Tejo do Pavilhão Atlântico, Lisboa           |
| 2008 | "Senhora do Mar (Negras Águas)"         | Vânia Fernandes    | 17650 (votos)     | 10722 (votos)     | "Obrigatório ter"                    | Alex Smith                 | Sem prémio                               | Sem prémio              | 9 de Março de 2008      | Teatro Camões, Lisboa                             |
| 2009 | "Todas as Ruas do Amor"                 | Flor-de-Lis        | 22                | 4                 | "Voar é ver"                         | Francisco Andrade          | Sem prémio                               | Sem prémio              | 28 de Fevereiro de 2009 | Teatro Camões, Lisboa                             |
| 2010 | "Há dias assim"                         | Filipa Azevedo     | 19                | 1                 | "Canta por mim"                      | Catarina Pereira           | Sem prémio                               | Sem prémio              | 6 de Março de 2010      | Praça de Touros do Campo Pequeno, Lisboa          |
| 2011 | "A Luta é Alegria"                      | Homens da Luta     | 18                | 1                 | "São os Barcos de Lisboa"            | Nuno Norte                 | Sem prémio                               | Sem prémio              | 5 de Março de 2011      | Teatro Camões, Lisboa                             |
| 2012 | "Vida minha"                            | Filipa Sousa       | 24                | 8                 | "Será o que será"                    | Cúmplice's                 | Sem prémio                               | Sem prémio              | 10 de Março de 2012     | Estúdio 1 da RTP, Lisboa                          |
| 2013 | Não se realizou.                        | Não se realizou.   | Não se realizou.  | Não se realizou.  | Não se realizou.                     | Não se realizou.           | Não se realizou.                         | Não se realizou.        | Não se realizou.        | Não se realizou.                                  |
| 2014 | "Quero ser tua"                         | Suzy               | 41,56% (votos)    | 17,98% (votos)    | "Mea Culpa"                          | Catarina Pereira           | Sem prémio                               | Sem prémio              | 15 de Março de 2014     | Convento do Beato, Lisboa                         |
| 2015 | "Há um mar que nos separa"              | Leonor Andrade     | Não revelado      | Não revelado      | "Um Fado em Viena"                   | Teresa Radamanto           | Sem prémio                               | Sem prémio              | 7 de Março de 2015      | Estúdio 2 da RTP, Lisboa                          |
| 2016 | Não se realizou.                        | Não se realizou.   | Não se realizou.  | Não se realizou.  | Não se realizou.                     | Não se realizou.           | Não se realizou.                         | Não se realizou.        | Não se realizou.        | Não se realizou.                                  |
| 2017 | "Amar pelos dois"                       | Salvador Sobral    | 22                | 4                 | "Nova glória"                        | Viva La Diva               | Sem prémio                               | Sem prémio              | 5 de Março de 2017      | Coliseu dos Recreios, Lisboa                      |
| 2018 | "O jardim"                              | Cláudia Pascoal    | 22                | 0                 | "Para sorrir eu não preciso de nada" | Catarina Miranda           | Sem prémio                               | Sem prémio              | 4 de Março de 2018      | Multiusos de Guimarães, Guimarães                 |
| 2019 | "Telemóveis"                            | Conan Osíris       | 24                | 6                 | "Igual a ti"                         | NBC                        | Sem prémio                               | Sem prémio              | 2 de Março de 2019      | Portimão Arena, Portimão                          |
| 2020 | "Medo de sentir "                       | Elisa              | 20                | 2                 | "Passe-Partout"                      | Bárbara Tinoco             | Sem prémio                               | Sem prémio              | 7 de Março de 2020      | Coliseu de Elvas,Elvas                            |
| 2021 | "Love is on my side"                    | The Black Mamba    | 20                | 0                 | "Por um triz"                        | Carolina Deslandes         | Sem prémio                               | Sem prémio              | 6 de março de 2021      | Estúdio da RTP, Lisboa                            |
| 2022 | Saudade, saudade                        | Maro               | 24                | 10                | "Amanhã"                             | Os Quatro e Meia           | Sem prémio                               | Sem prémio              | 12 de março de 2022     | Estúdio da RTP, Lisboa                            |
| 2023 | Ai Coração                              | Mimicat            | 24                | 13                | Festa                                | Edmundo Inácio             | Sem prémio                               | Sem prémio              | 11 de março de 2023     | Estúdio da RTP, Lisboa                            |

## Por ordem de atuação (das finais)
| #  | Vezes | Vitórias | Anos                                                                                        |
| -- | ----- | -------- | ------------------------------------------------------------------------------------------- |
| 01 | 54    | 5        | 1964 (de 12), 1969 (de 10), 1977 (Versão A) (de 7), 2005 (canção única), 2015 (de 3)        |
| 02 | 53    | 6        | 1966 (de 8), 1967 (de 6), 1971 (de 9), 1975 (de 10), 1992 (de 10), 2004 (de 3)              |
| 03 | 53    | 4        | 1973 (de 10), 1984 (de 6), 1987 (de 6), 2003 (de 3)                                         |
| 04 | 51    | 5        | 1972 (de 8), 1983 (de 12), 1999 (de 8), 2007 (de 10), 2017 (de 8)                           |
| 05 | 51    | 6        | 1968 (de 10), 1974 (de 10), 1989 (de 5), 1991 (de 8), 2008 (de 10), 2014 (de 5)             |
| 06 | 48    | 2        | 1970 (de 10), 1988 (de 6)                                                                   |
| 07 | 44    | 7        | 1965 (de 8), 1980 (de 9), 1990 (de 10), 1995 (de 8), 1997 (de 8), 2019 (de 8) ,2020 (de 8)  |
| 08 | 43    | 7        | 1976 (de 8), 1993 (de 8), 1994 (de 8), 1996 (de 10), 1998 (de 8), 2000 (de 8), 2006 (de 10) |
| 09 | 26    | 2        | 1979 (de 9), 2010 (de 12)                                                                   |
| 10 | 25    | 5        | 1981 (de 12), 1982 (de 12), 1985 (de 11), 2001 (de 10), 2011 (de 12)                        |
| 11 | 12    | 3        | 1978 (de 12), 1986 (de 12), 2009 (de 12)                                                    |
| 12 | 11    | 1        | 2012 (de 12)                                                                                |
| 13 | 1     | 1        | 2018 (de 14)                                                                                |
| 14 | 1     |          |                                                                                             |

## Galeria de imagens

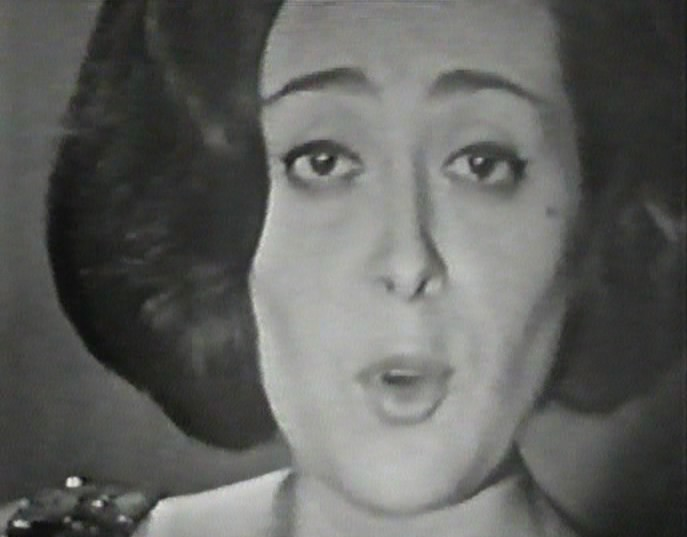
Vencedora de 1965 e 1969: Simone de Oliveira.
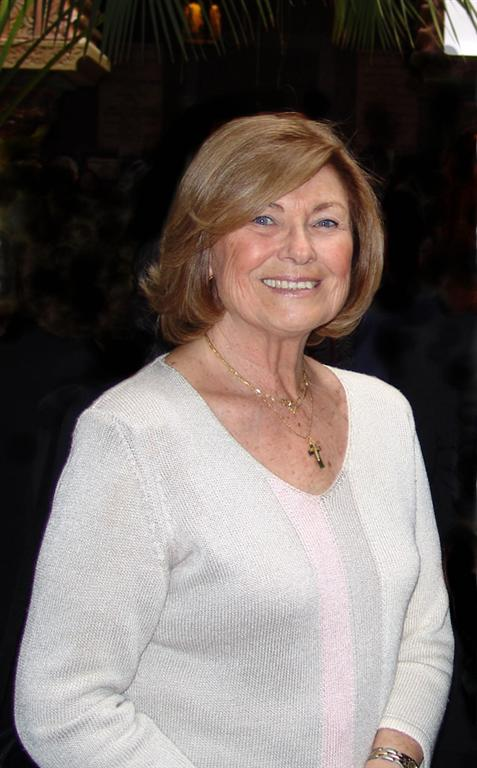
Vencedora de 1966: Madalena Iglesias.
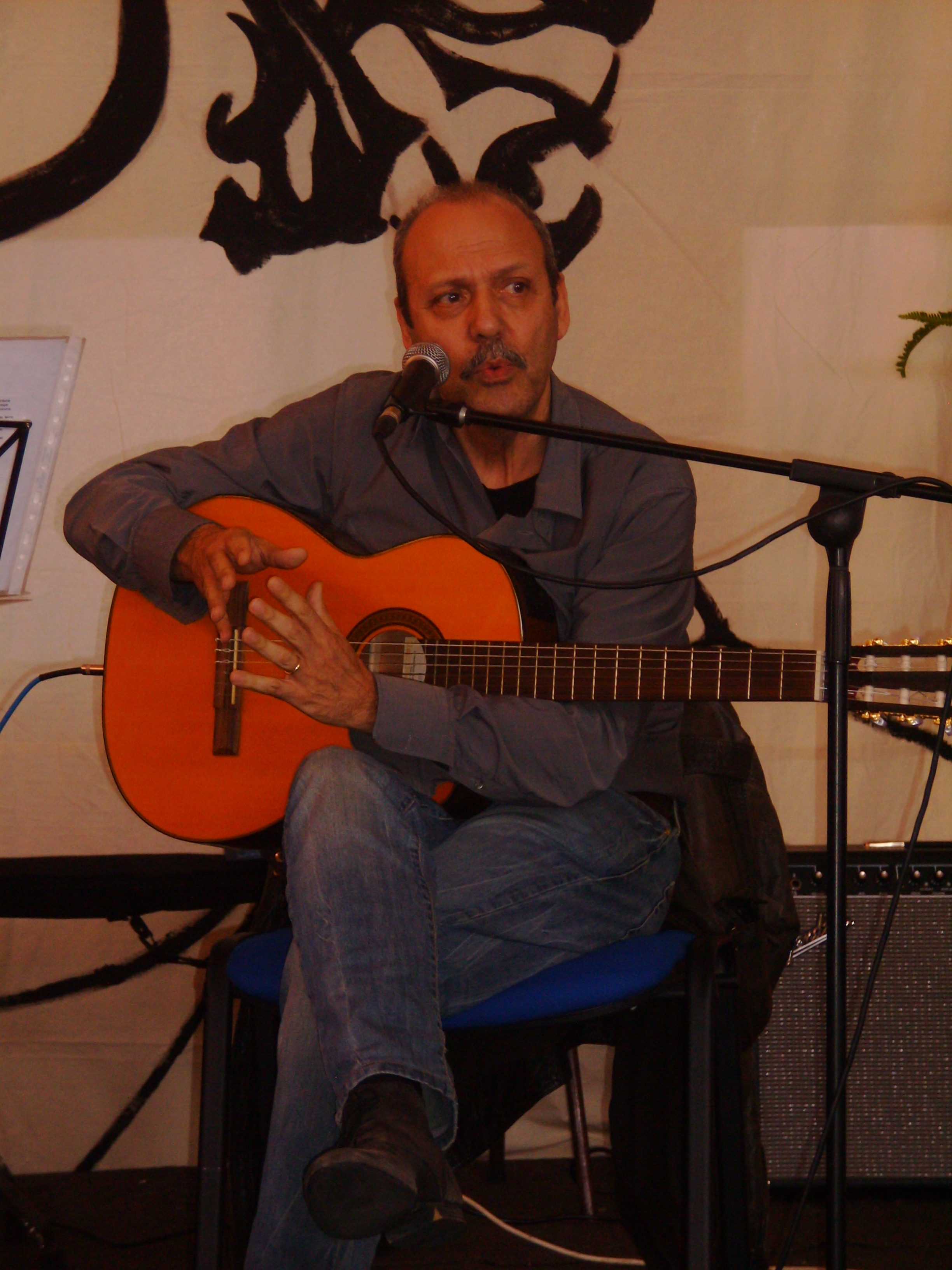
Vencedor de 1968 e 1972: Carlos Mendes.
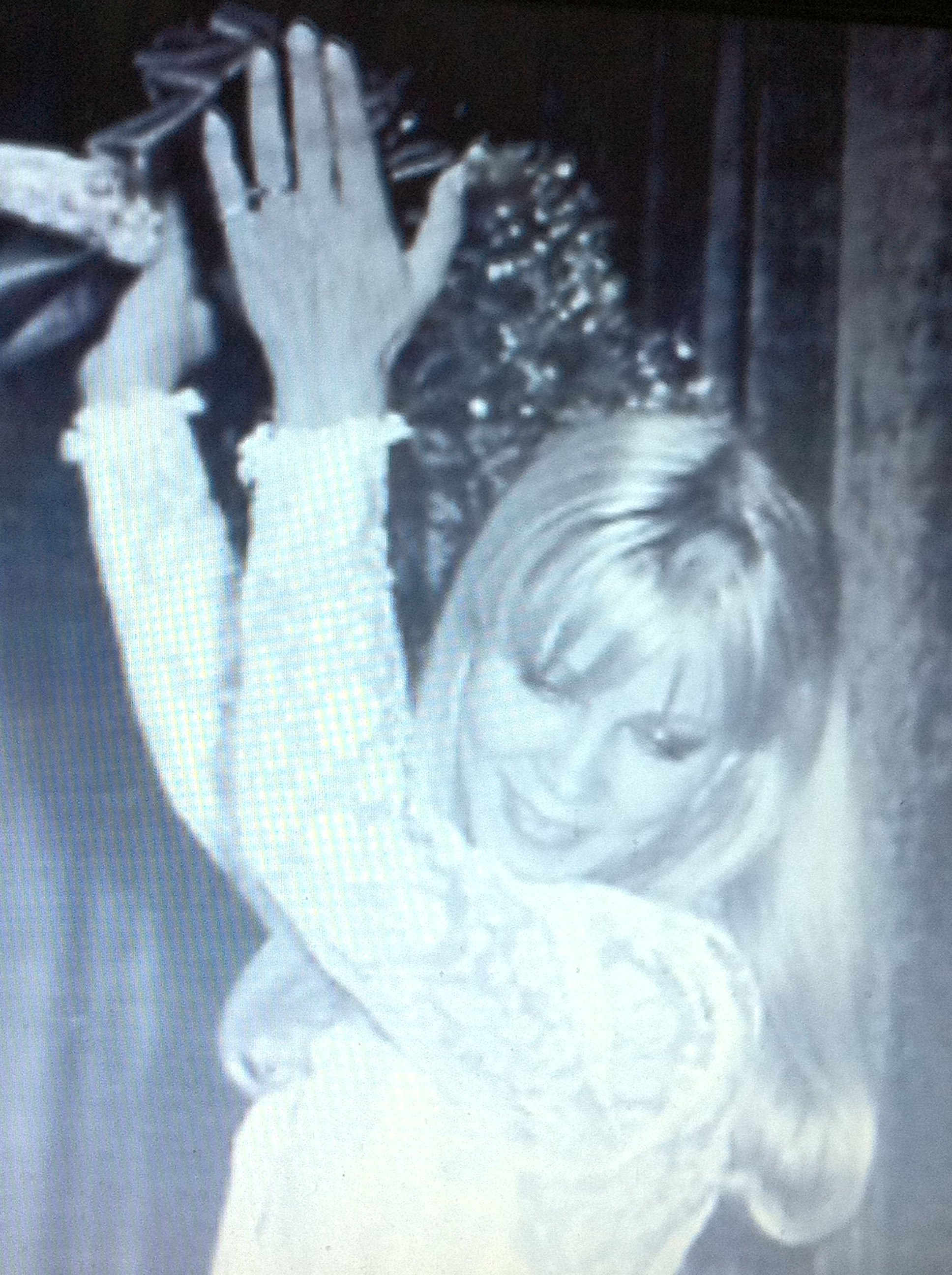
Vencedora de 1971: Tonicha.
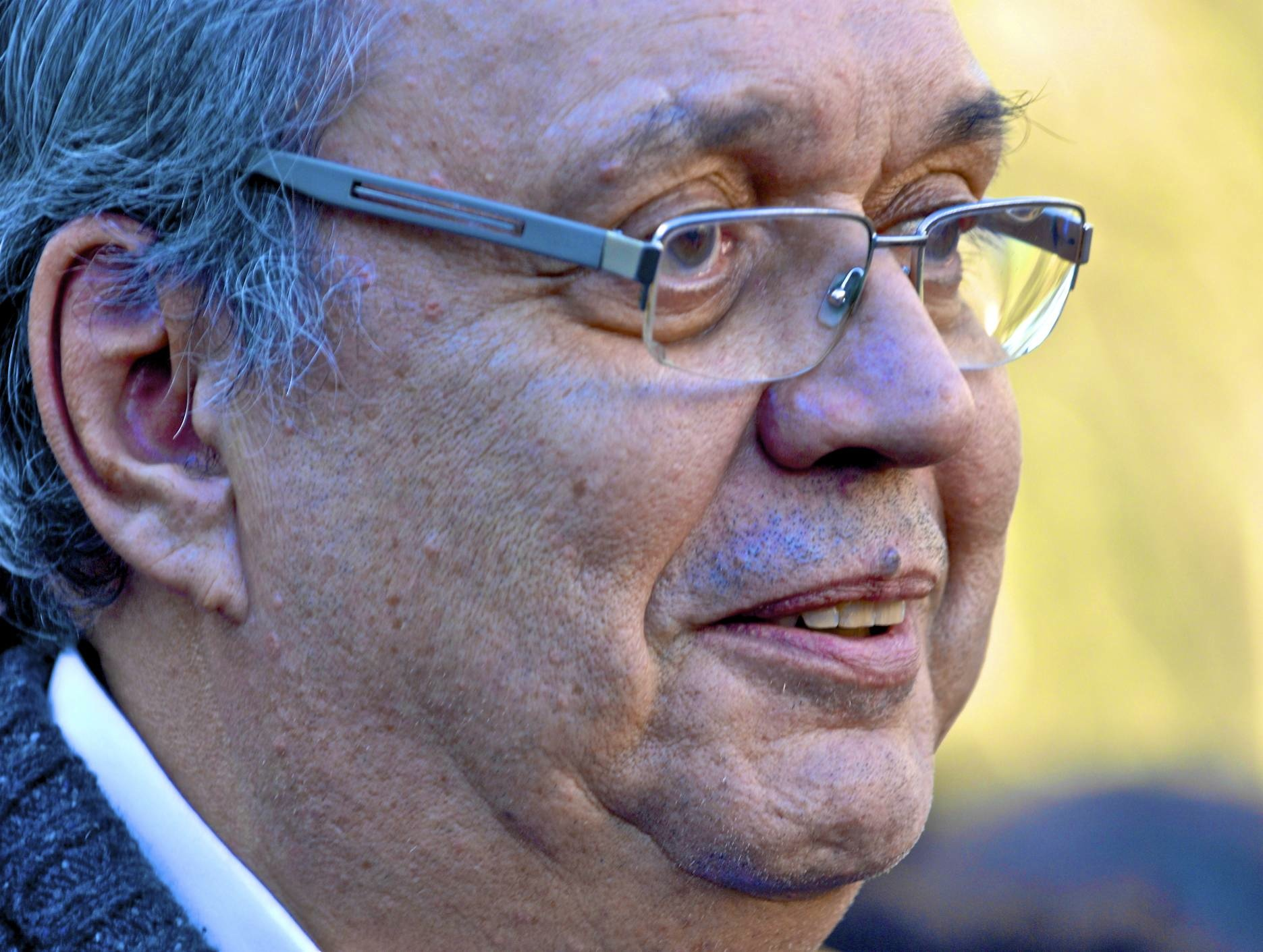
Vencedor de 1973 e 1977: Fernando Tordo.]
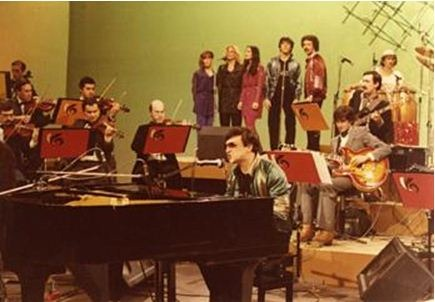
Vencedor de 1980 e 1998: José Cid.]
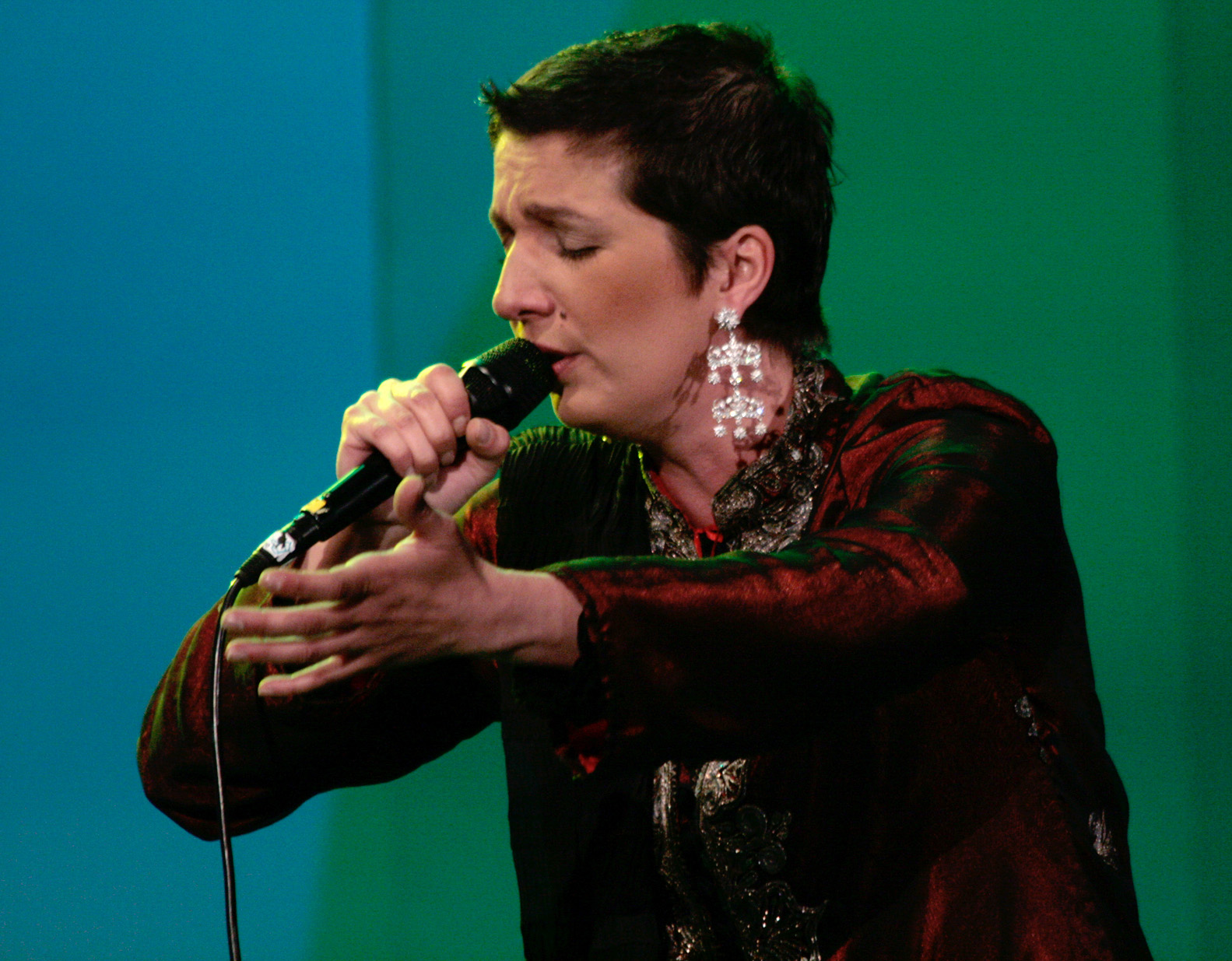
Vencedora de 1991: Dulce Pontes.
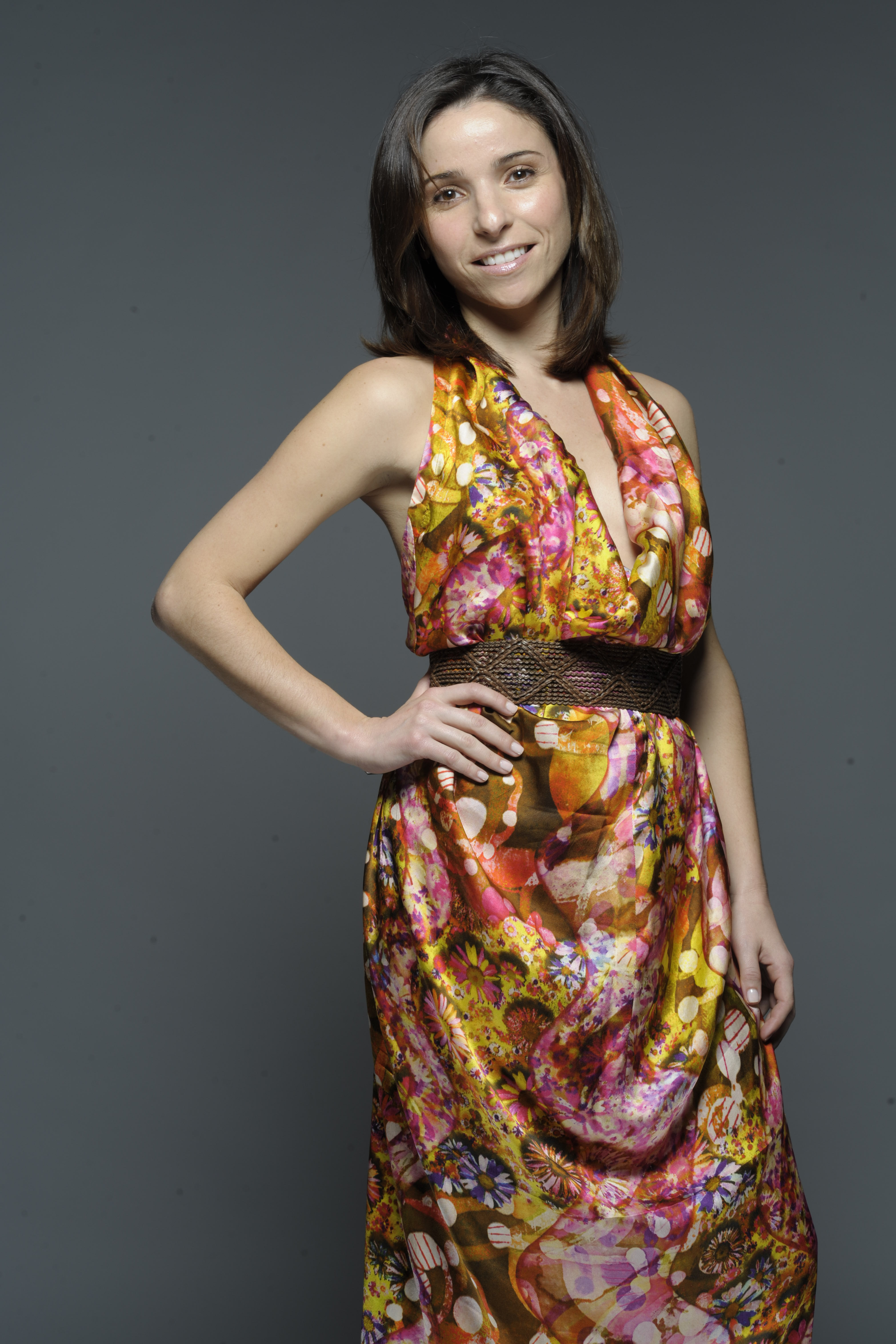
Vencedora de 1992: Anabela.
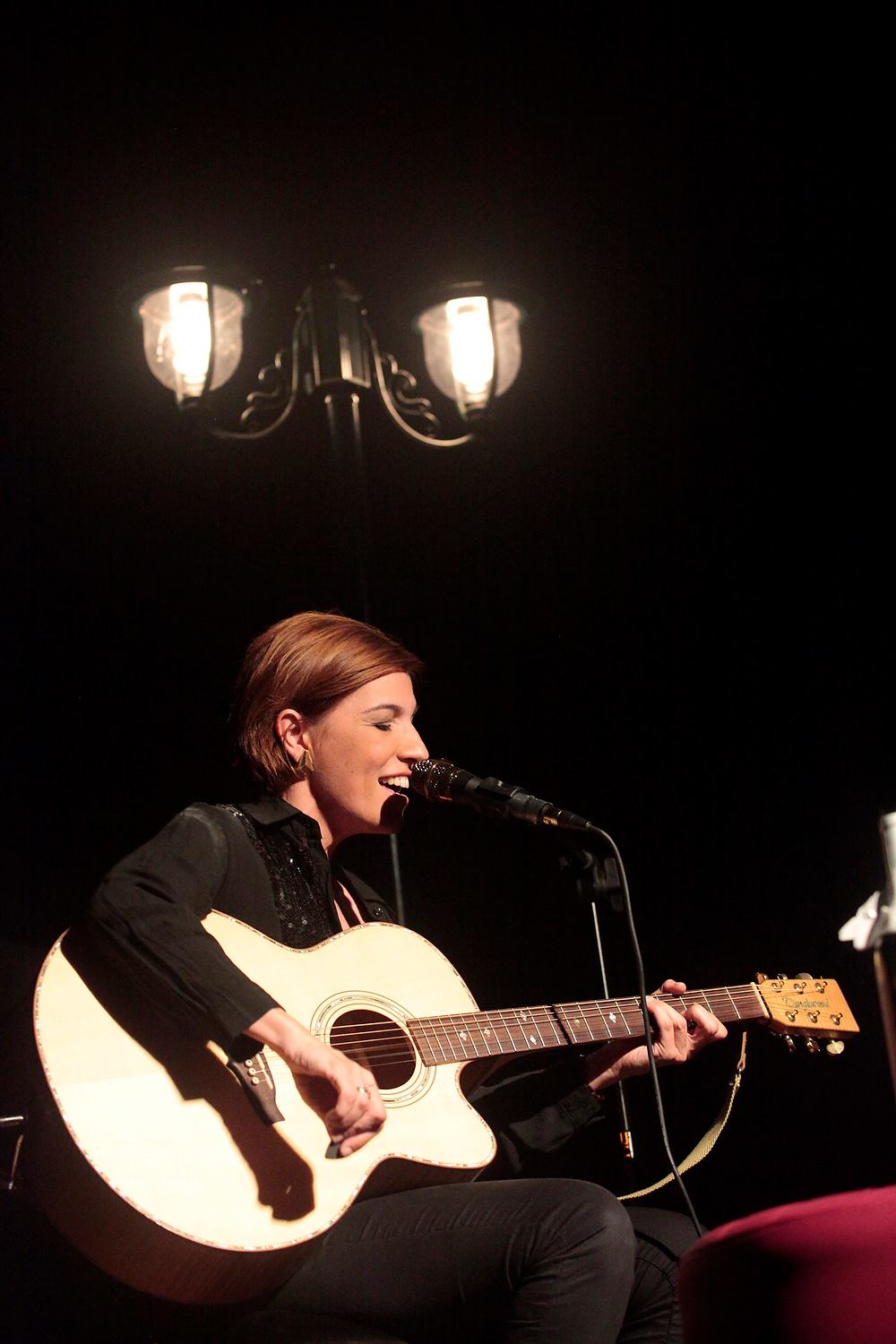
Vencedora de 1996: Lúcia Moniz.
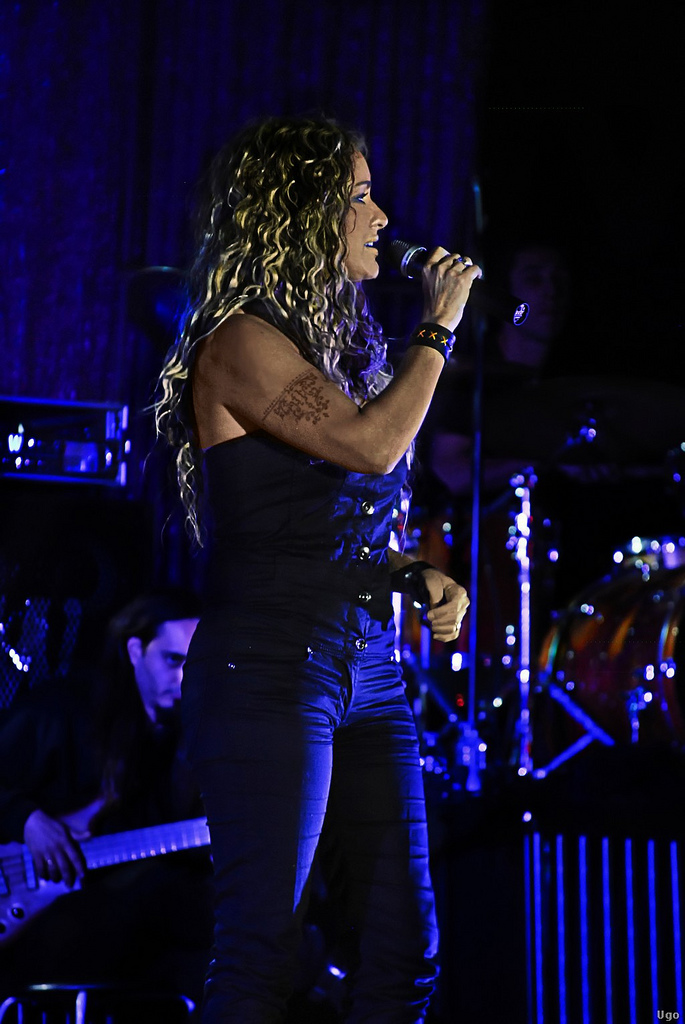
Vencedora de 2003: Rita Guerra.
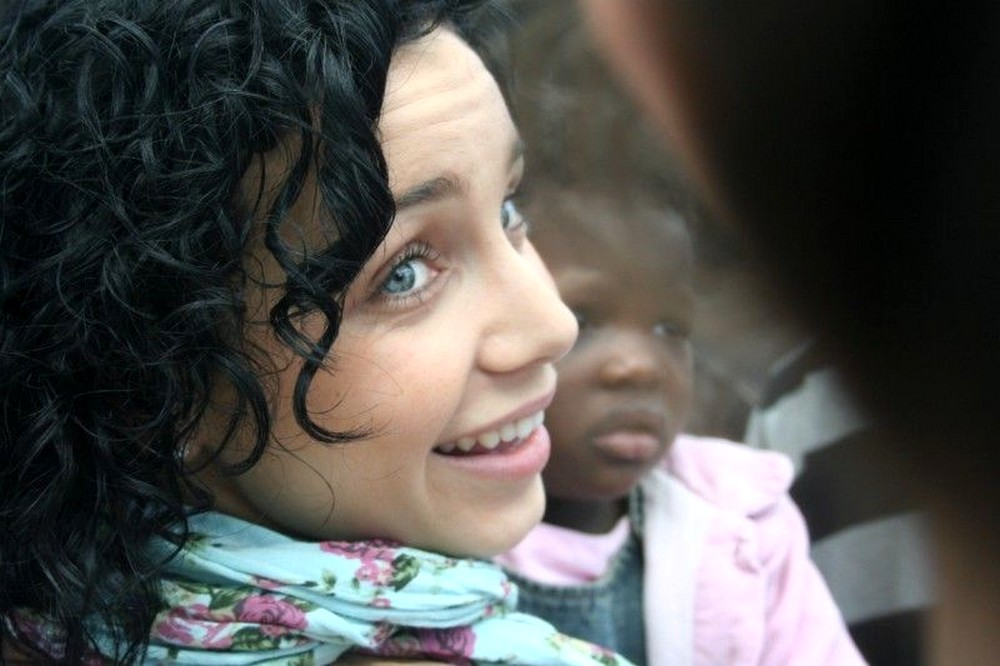
Vencedora de 2005: Luciana Abreu.
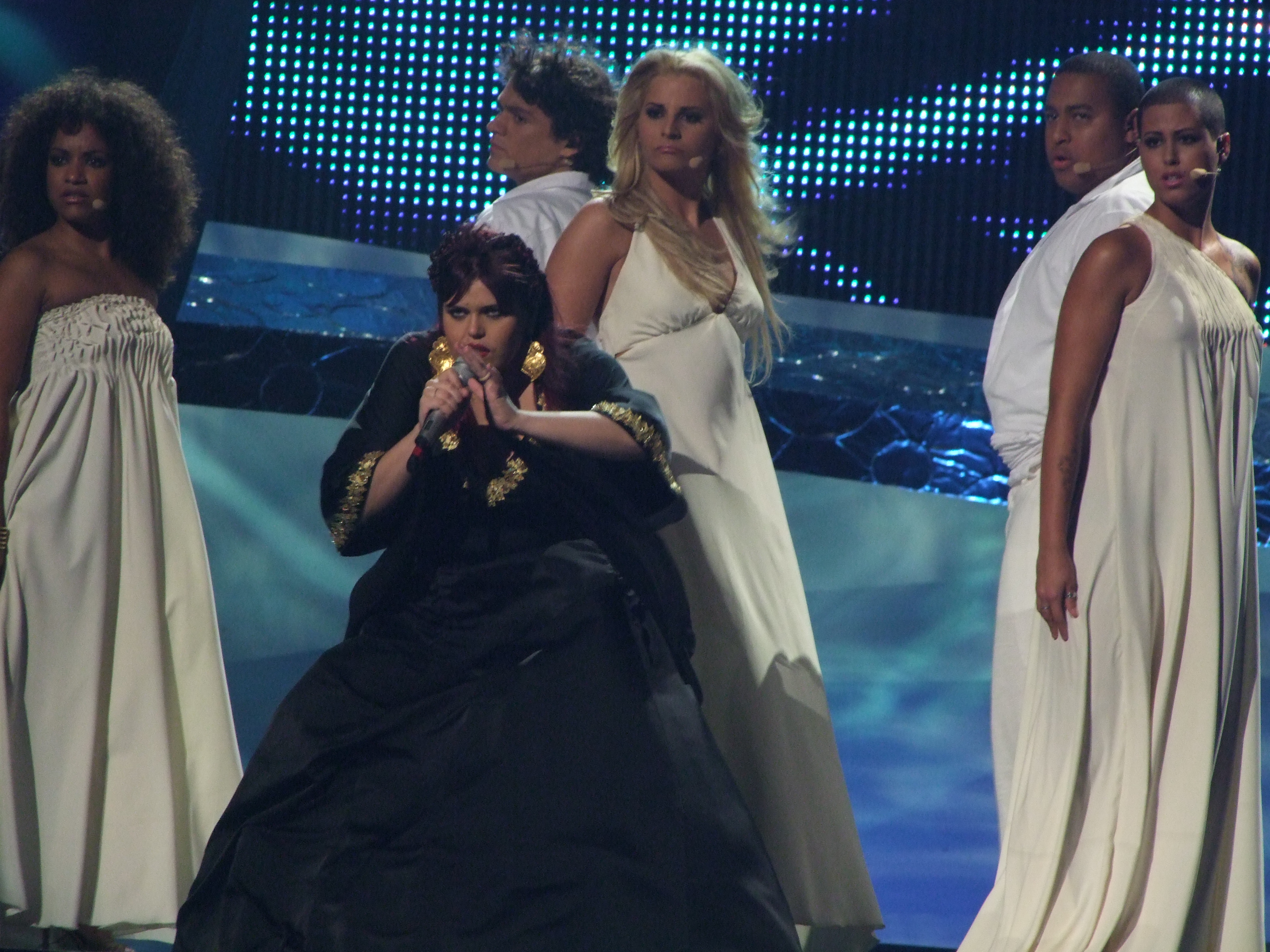
Vânia Fernandes.
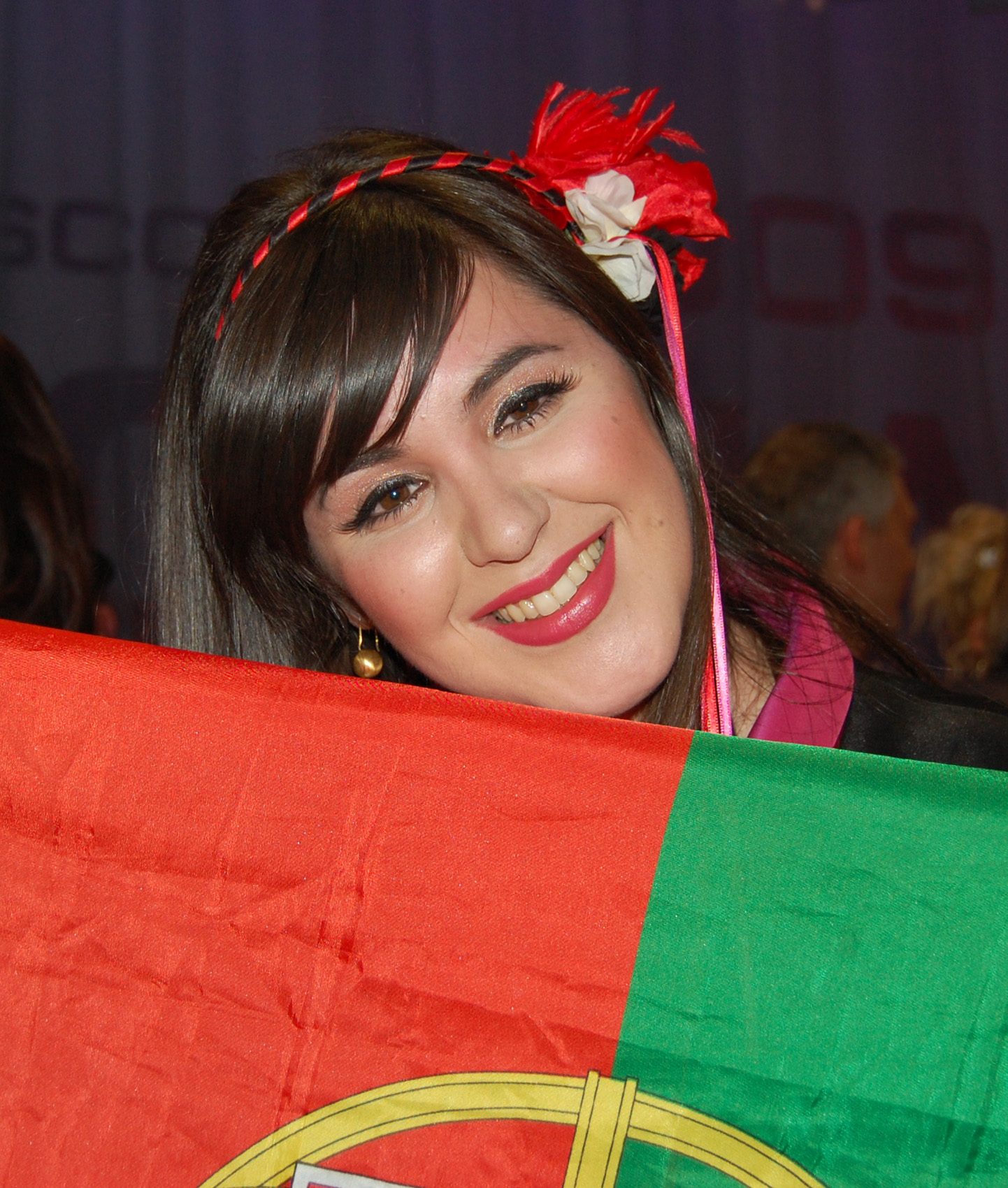
Vencedora de 2009: Daniela Varela.
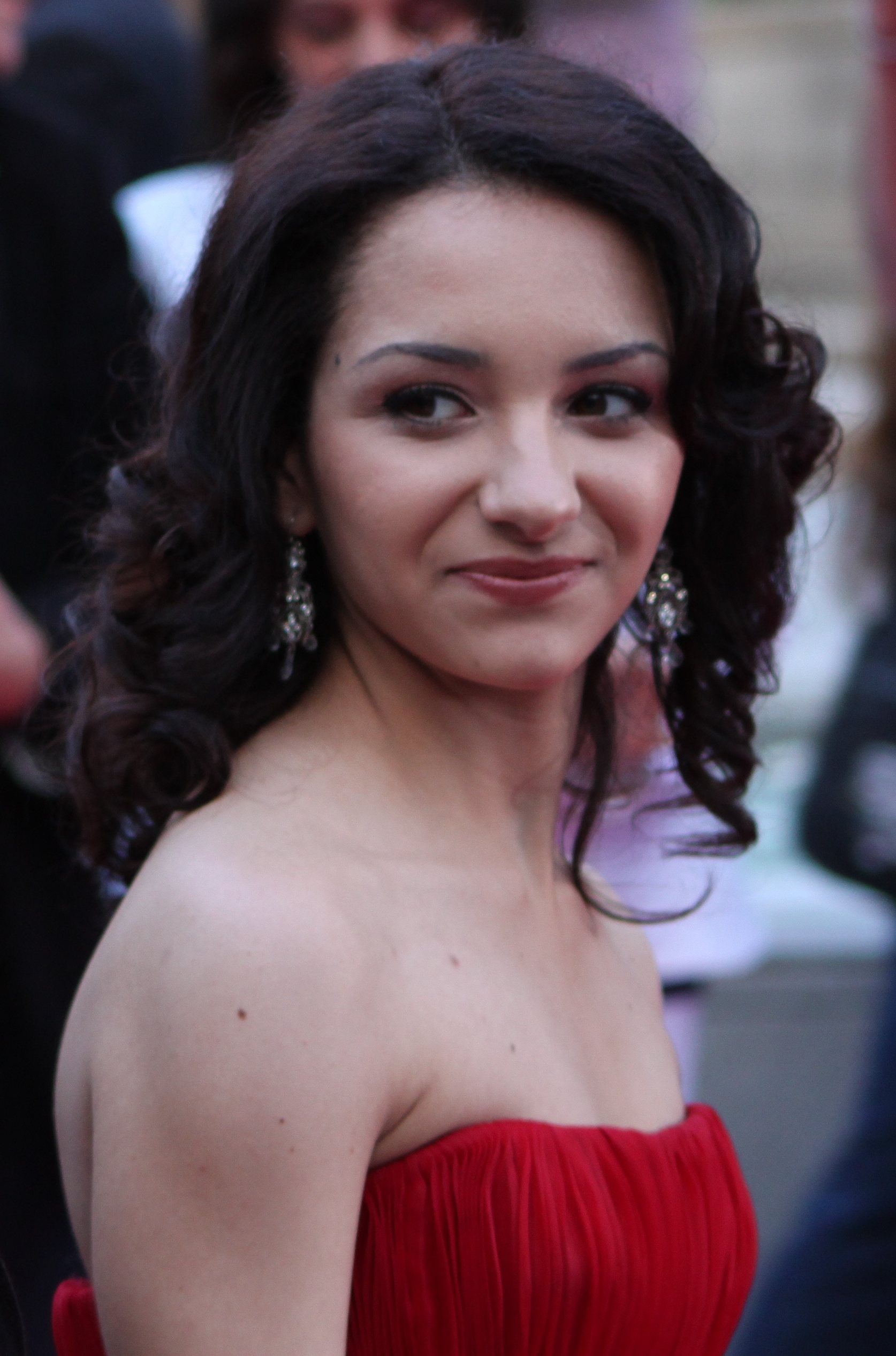
Vencedora de 2010: Filipa Azevedo.
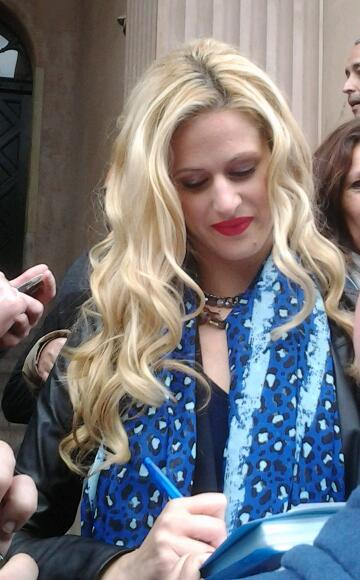
Vencedora de 2014: Suzy.
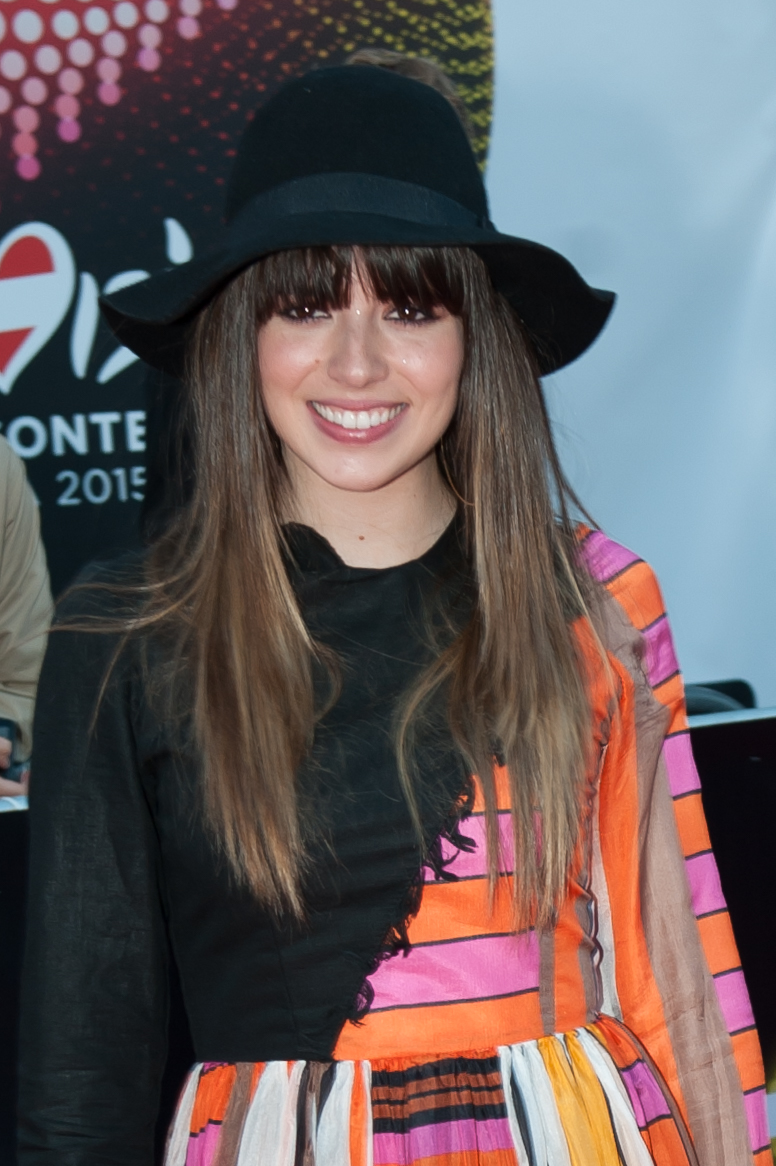
Vencedora de 2015: Leonor Andrade.
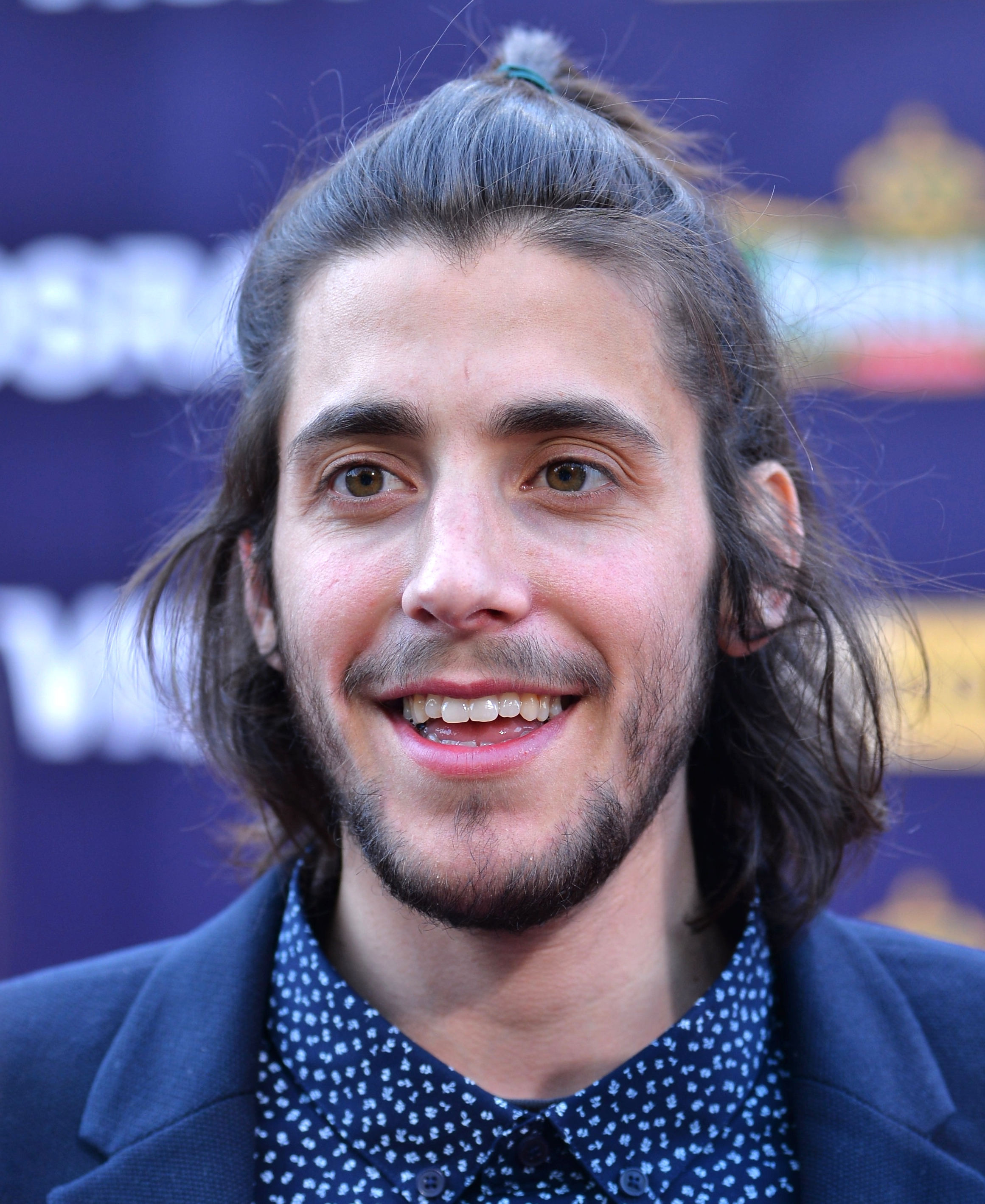
Vencedor de 2017: Salvador Sobral.